# Calf of Eday
El Calf of Eday és una illa localitzada en el grup de les Òrcades, a Escòcia. Més concretament, l'illa està situada al nord-oest de la costa d'Eday. Des del segle XVII fins al segle xix l'illa albergava una fàbrica de sal, restes de la qual encara es poden apreciar avui dia.
L'illa conté així mateix un far i trenta espècies d'ocells.
"Calf" és un nom que se li dona usualment a una illa petita disposada paral·lelament a una altra més gran (per exemple, Calf of Man).
L'illa ocupa una superfície de 243 hectàrees i la seva altitud màxima sobre el nivell del mar és de 54 metres, al cim de The Graand.

## Flora i fauna
La vegetació dominant a l'illa és de bruc sec (Calluna vulgaris), amb àrees més petites d'erm humit, pastures i praderies costaneres. A l'illa de Calf of Eday hi habiten 32 espècies d'aus reproductores i es designa com zona d'especial protecció per a les aus (ZEPA) per la seva importància com a zona de nidificació. Gavines i Corb marí (Phalacrocorax carbo) nien en les àrees del bruc i pastures seques, mentre que Fulmar (Glacialis Fulmarus), gavinetes ( Rissa tridactyla ) i àlcids ho fan en els penya-segats.